# Anna Gobbi
Anna Gobbi (* 1918 in Mailand) ist eine italienische Kostümbildnerin und Drehbuchautorin.

## Leben
Gobbi machte sich einen Namen als Kostümbildnerin für das Theater, bevor sie auch von 1946 bis 1949 – und nochmals 1954 – für insgesamt fünf Filme arbeitete. Die dadurch entstandenen Beziehungen führten zu zahlreichen anderen Aufgaben in dieser Branche; so arbeitete Gobbi als Schnittassistentin, Regieassistentin und verfasste mehrere Drehbücher, häufig für Clemente Fracassi. 1965 entstand der einzige Film unter ihrer Regie: Lo scandalo wurde von den Kritikern positiv bewertet.

## Filmografie (Auswahl)
- 1946: Die Sonne geht wieder auf (Il sole sorge ancora) – Kostümbild
- 1946: Inquietudine – Kostümbild
- 1947: Tragische Jagd (Caccia tragica) – Kostümbild
- 1949: Bitterer Reis (Riso amaro) – Kostümbild
- 1950: Kein Frieden unter den Olivenbäumen (Non c'è pace tra gli ulivi) – Kostümbild
- 1953: Aida – Drehbuch (Ko-Autorin)
- 1954: Die Frau vom Fluß (La donna del fiume) – Kostümbild
- 1955: Treu bis in den Tod (Andrea Chénier) – Drehbuch (Ko-Autorin)
- 1958: Camping – Drehbuch (Ko-Autorin)
- 1965: Lo scandalo – Regie, Drehbuch, Schnitt
- 1970: Ondata di calore – Drehbuch (Ko-Autorin)